# Alexei Konstantinowitsch Jegorow
Alexei Konstantinowitsch Jegorow (russisch Алексей Константинович Егоров; * 22. Oktober 1976 in Saratow, Russische SFSR) ist ein russischer Eishockeytorwart, der zuletzt bis 2011 bei Witjas Tschechow in der Kontinentalen Hockey-Liga unter Vertrag stand. 

## Karriere
Alexei Jegorow begann seine Karriere bei Kristall Saratow, ehe er 1998 zum HK Dynamo Moskau wechselte, wo er bis 2001 blieb. Zur Spielzeit 2001/02 ging er zum Stadtrivalen HK ZSKA Moskau. Es folgten zwei Saisons bei Krylja Sowetow Moskau und SKA Sankt Petersburg. Von 2004 bis 2009 stand der Russe bei Chimik Woskressensk im Tor. Bei seinem nächsten Verein Atlant Mytischtschi stand er seit 2009 unter Vertrag. 2010 wechselte er zum Ligakonkurrenten Witjas Tschechow.

## Erfolge und Auszeichnungen
- 2000 Russischer Meister mit dem HK Dynamo Moskau

### International
- 1996 Bronzemedaille bei der Junioren-Weltmeisterschaft